# Uvalde
Uvalde is een plaats (city) in de Amerikaanse staat Texas, en valt bestuurlijk gezien onder Uvalde County.

## Geschiedenis
Uvalde werd in 1853 gesticht door de eerste bewoner, de latere politicus Reading Wood Black met de naam Encina. Hij kocht het ontwikkelrecht op een stuk land aan de Leona Rivier in 1853 waar hij een schapenboerderij stichtte, een winkel opende en een steengroeve begon en de vestiging de naam gaf. In 1856 werd de naam gewijzigd door het provinciebestuur in Uvalde, naar de toenmalige Spaanse gouverneur Juan de Ugalde en werd de nederzetting de provinciehoofdstad. Historisch gezien staat Uvalde bekend om zijn productie van "huajillo" (ook gespeld als "guajillo") honing, een milde, lichtgekleurde honing, die dateert uit de jaren 1870. Uvalde was samen met de plaatsen San Antonio, Carrizo Springs, Crystal City en Corpus Christi een belangrijke halte op de ter ziele gegane San Antonio, Uvalde and Gulf Railroad, die actief was van 1909 tot deze in 1956 opging in de Missouri Pacific Railroad. Van 1909 tot 1912 stond de SAU&G bekend als de Crystal Stad en Uvalde Spoorweg. De vrachtroute van San Antonio naar Corpus Christi valt nu binnen het Union Pacific-systeem. Op 24 mei 2022 kwamen 19 kinderen en 2 volwassenen om het leven bij een schietpartij op de Robb Elementary School in Uvalde.

## Demografie
Bij de volkstelling in 2000 werd het aantal inwoners vastgesteld op 14.929.
In 2006 is het aantal inwoners door het United States Census Bureau geschat op 16.507, een stijging van 1578 (10,6%).

## Geografie
Volgens het United States Census Bureau beslaat de plaats een oppervlakte van
17,4 km², geheel bestaande uit land. Uvalde ligt op ongeveer 275 m boven zeeniveau.

## Plaatsen in de nabije omgeving
De onderstaande figuur toont nabijgelegen plaatsen in een straal van 36 km rond Uvalde.

## Geboren
- Dolph Briscoe (1923-2010), gouverneur van Texas (1973-1979)
- Matthew McConaughey (1969), acteur